# Colleen Dewhurst
Colleen Dewhurst, född 3 juni 1924 i Montréal, Québec, död 22 augusti 1991 i South Salem, Westchester County, New York, var en kanadensisk-amerikansk skådespelare. Dewhurst är för den svenska tv-publiken främst känd för rollen som Marilla Cuthbert i tv-serien Anne på Grönkulla.
Colleen Dewhurst hoppade av skolstudierna och jobbade bland annat som gymlärare. Hon sökte in vid New Yorks American Academy of Dramatic Arts och debuterade 1955 på Broadway. Dewhurst vann Tonyutmärkelsen två gånger. Hon har endast sporadiskt medverkat i filmer.
Dewhurst var gift med skådespelaren George C. Scott två gånger, 1960–1965 och 1967–1972. De fick sonen Campbell Scott tillsammans.
Colleen Dewhurst avled i livmoderhalscancer 1991. 

## Filmografi i urval
- 1959 – Nunnan
- 1966 – En skön galenskap
- 1971 – Cowboys
- 1974 – McQ
- 1977 – Annie Hall
- 1985 – Anne på Grönkulla (TV-serie)
- 1986 – Mellan två kvinnor
- 1987 - Anne på Grönkulla 2 (Miniserie)
- 1987 – Bigfoot
- 1990 – Kalejdoskop (TV-film)
- 1990 – Vägen till Avonlea (TV-serie)
- 1991 – Kärlekens val